# Hemiboeopsis
Hemiboeopsis é um género botânico pertencente à família Gesneriaceae.

## Nome e referências
Hemiboeopsis  (H.W.Li ) W.T.Wang